# Alnif (kommun)
Alnif (franska: Alnif (CR), Alnif (Commune Rurale), arabiska: عرب صباح زيز) är en kommun i Marocko.   Den ligger i provinsen Tinghir och regionen Drâa-Tafilalet, 400 km söder om huvudstaden Rabat. Antalet invånare är 17 103.